# Louise Boyd
Louise Boyd, född 1887 död 1972, var en amerikansk upptäckare, särskilt intresserad av Arktis. 68 år gammal blev hon den första kvinna att flyga över Nordpolen.
Boyd föddes 1887 i San Rafael, Kalifornien, som dotter till en förmögen investerare. Som trettonårig, 1920, stod hon som arvtagerska till hela familjens förmögenhet.
1928 ledde Boyd en egenfinansierad expedition för att hitta den norske upptäcktsresanden Roald Amundsen, som i sin tur hade försvunnit samma år under en räddningsexpedition för den italienske upptäckaren Umberto Nobile. Fastän hon reste över 16 000 km runt Arktis hittade hon inte ett enda spår efter honom. Trots det belönades hon med en medalj av det norska stortinget. 
Boyd är förmodligen mest känd för sina forskningsexpeditioner till östra och nordöstra Grönland, som genomfördes 1931, 1933, 1938 och 1941. Resan 1933 skildrade hon i boken The Fiord Region of East Greenland som utkom 1935. Ett område i närheten av De Geer-glaciären i Sydgeorgien har uppkallats efter Louise Boyd, och även en krater på Venus bär hennes namn.
Mellan 1942 och 1943 arbetade Boyd som teknisk rådgivare på det amerikanska försvarsdepartementet, under andra världskriget. Boyd avled 1972 i San Francisco.
Boyd har fått en krater på Venus uppkallad efter sig.